# Trung tâm Opera và Dàn nhạc giao hưởng Podlaska ở Białystok

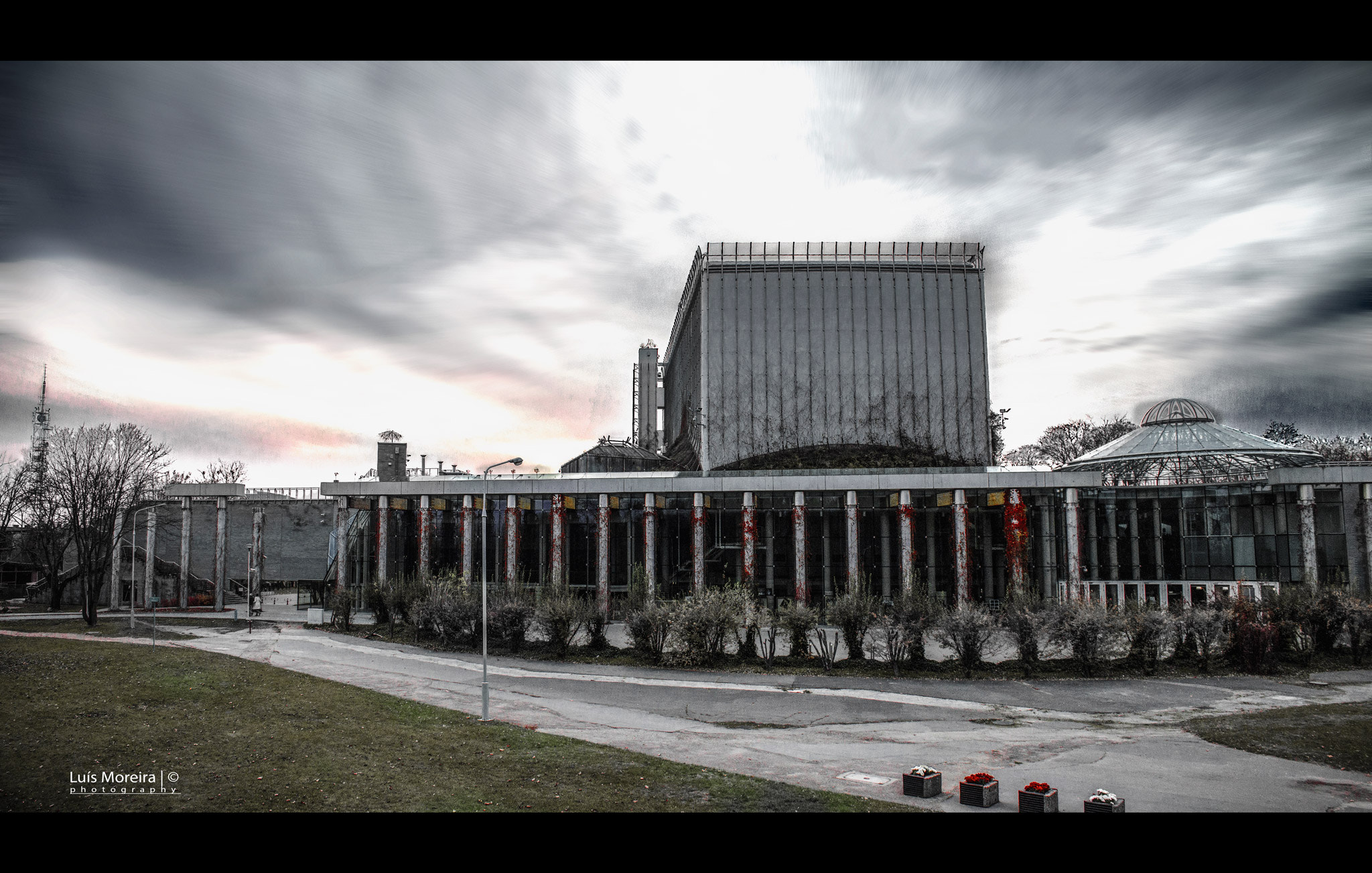
Garding Dramatic

Trung tâm Opera và Dàn nhạc giao hưởng Podlaska ở Białystok (tiếng Ba Lan: Opera i Filharmonia Podlaska – Europejskie Centrum Sztuki im. Stanisława Moniuszki w Białymstoku, viết tắt: OiFP - ECS) là một trung tâm tổ chức các sự kiện văn hóa nổi tiếng tại thành phố Białystok, Ba Lan. Đây còn được xem là một trong những trung tâm văn hóa hiện đại bậc nhất ở Châu Âu.
Hiện nay, tòa nhà Trung tâm Opera và Dàn nhạc giao hưởng Podlaska nằm ở trung tâm Białystok, tại số 1 Phố Odeskej. Trung tâm là nơi tổ chức nhiều buổi biểu diễn âm nhạc, các lễ hội âm nhạc và điện ảnh (chẳng hạn như Halfway Festival), các hoạt động giáo dục và triển lãm.

## Lược sử hình thành
- Trung tâm có nguồn gốc từ Dàn nhạc Giao hưởng Nhà nước tại Białystok được thành lập vào năm 1954.
- Sau một thời gian dài phát triển năng động về cả văn hóa và nghệ thuật, ý tưởng thành lập một trung tâm âm nhạc và nghệ thuật ở Białystok ra đời vào năm 2004.
- Ngày 30 tháng 12 năm 2005, giấy phép xây dựng cho dự án Trung tâm Opera và Dàn nhạc giao hưởng Podlaska ở Białystok được cấp.
- Ngày 29 tháng 6 năm 2009, một thỏa thuận được ký kết giữa Đại diện vùng Podlaskie Voivodeship và Bộ trưởng Bộ Văn hóa và Di sản Quốc gia (Ba Lan) về việc tài trợ cho dự án này.
- Ngày 28 tháng 9 năm 2012, Lễ khánh thành tòa nhà mới của Trung tâm Opera và Dàn nhạc giao hưởng Podlaska chính thức diễn ra.
- Ngày 28 tháng 8 năm 2013, 11 tháng sau ngày khánh thành, vị khách thứ 200.000 đến thăm OiFP - ECS.
- Trong năm 2014, khoảng 152.000 người đến đây để đón xem các buổi hòa nhạc khác nhau.[4]

## Ảnh

Vở diễn "Fiddler on the Roof" (2014) Vở diễn "Fiddler on the Roof" (2014)
Vở diễn "Cây sáo thần" (2016) Vở diễn "Cây sáo thần" (2016)